# 南丰镇 (儋州市)
南丰镇，是中华人民共和国海南省儋州市下辖的一个乡镇级行政单位，亦是全市乃至海南島唯一當地居民以客家人為主且通行客家話的鄉鎮。

## 行政区划
南丰镇下辖以下地区：
南丰社区、南丰村、尖岭村、头佑村、陶江村、武教村、松门村、油麻村、马岭苗族村、新村、油文村和南丰农场。